# By Indian Post
By Indian Post er en amerikansk stumfilm fra 1919 af John Ford.

## Medvirkende
- Pete Morrison - Jode MacWilliams
- Duke R. Lee - Pa Owens
- Magda Lane - Peg Owens
- Edward Burnsas
- Jack Woods
- Harley Chambers
- Hoot Gibson